# Santiago Fajardo
Santiago Fajardo Cabeza (Madrid, 5 de noviembre de 1945 - Madrid, 2 de abril de 2020) fue un arquitecto español.

## Biografía
Nació el 5 de noviembre de 1945 en Madrid. En 1977 se titula como arquitecto en la especialidad de Urbanismo por la Escuela Técnica Superior de Arquitectura de Madrid (ETSAM) de la Universidad Politécnica de Madrid (UPM). Realizó cursos y seminarios de postgrado en España e Italia (UIMP, COAM, Instituto Torroja, COAC, Centro Andrea Palladio de Vicenza, Fundación Álvarez de Toledo, etc.

## Trayectoria profesional
Sus primeras realizaciones fueron diversos edificios viviendas y oficinas bancarias, como el Citibank de la Plaza de la Independencia, los edificios residenciales de las calles Zurbano 59, Marqués de Urquijo 13, Avenida de Burgos 24, Jorge Juan 43, entre otros, en la capital de España.
Sus primeras intervenciones en el campo de la rehabilitación y la restauración monumental datan de la de década de los años 80 datan, tales como las viviendas en la calle Huertas 62 de Madrid; la Casa del Diamantista, la Casa del Pozo Amargo y el Torreón del Puente de San Martín en Toledo; los castillos de Consuegra y Oropesa (Toledo); la capilla del Cristo de los Dolores de la V.O.T. en Madrid, la Iglesia de la Concepción en Tembleque (Toledo), entre otras.
En el año 1985, Santiago Fajardo promueve la creación de la Escuela de Restauración de Toledo, que dirige hasta el año 1989 y con la que materializa diversos trabajos de restauración.
Realiza diversos proyectos para concursos, como la rehabilitación y ampliación para auditorio y museo del Palacio de Viana en Córdoba, las viviendas del Plan 18.000 en Hortaleza, las viviendas en el polígono Las Rosas, las viviendas en Carabanchel, las viviendas en Hortaleza, todas ellas en Madrid para la Empresa Municipal de la Vivienda.
En 1986 acomete las restauraciones de múltiples edificios toledanos: Ermita de Ntra. Sra. de la Concepción en Tembleque,  Torreón exterior del Puente de San Martín, la Puerta de Alfonso VI. Así como la reestructuración y acondicionamiento para el Bar-Restaurante Hispano en el Paseo de la Castellana, Madrid.
En 1987 vuelve a Toledo para la restauración de la Casa del Diamantista. En 1989 también se encarga de las restauraciones del Castillo de Consuegra y de las caballerizas del Castillo de Oropesa, también ubicadas en Toledo.
Rehabilitaciones integrales de edificios de viviendas como los de las calles Serrano 62, Sagasta 1 c/v a la Glorieta de Bilbao, Carranza 20 c/v a Monteleón; edificios públicos como el Cine Richmond en la calle Lagasca 31, o rehabilitación de sedes institucionales como el modernista Palacio Longoria; todos ellos en Madrid y la sede S.G.A.E en Valencia, rehabilitación de un edificio próximo a las Torres de Serrano, constituyen algunas de sus realizaciones.
En el año 2000 realiza el proyecto para la Escuela Superior de Música Creativa, recuperando un antiguo edificio en la calle Antonio Grilo y el monumento al Maestro Quiroga en el madrileño Parque del Oeste con el escultor Juan de Haro, son concebidos en distintos momentos de su ejercicio profesional y acreditan su interés por muy diversas temáticas.
Ha realizado el proyecto para los estudios de TV de la Productora Lunacan en Tres Cantos (Madrid), así como el Auditorio Cartuja Center (CITE) en la isla de La Cartuja (Sevilla) en el que se integra un gran recinto escénico con capacidad para 2.000 butacas, cuya platea configurable para espectadores de pie proporciona un aforo total de 3.500 espectadores. El edificio está dotado de los más vanguardistas equipamientos y tiene un escenario de gran formato capaz de ofrecer ópera, música sinfónica, pop rock, teatro, e incluso operar como plató de TV. Incluye asimismo dos salas de ensayo, una sala multiuso para 400 butacas, restaurante, tiendas, cafeterías, sala de exposiciones y un café cultural.
Ha proyectado asimismo un gran Auditorio para Madrid, con capacidad para 15.000 espectadores y otro para 16.000 espectadores en Zaragoza, en terrenos contiguos a la EXPO 2008.
Ha proyectado asimismo nuevos recintos escénicos para Madrid (antiguos Cines Madrid) y Valencia (Teatro Princesa). Autor de un proyecto para la recuperación del Monasterio de Sopetrán (Guadalajara) y del proyecto para la rehabilitación de la Escuela de Artes y Oficios de Santa Cruz de Tenerife, en el año 2006 ha realizado el proyecto para un importante Centro Cultural en Río de Janeiro.
En la temática de los espacios escénicos, concluyó en 2010 la rehabilitación y ampliación del Teatro Campos Elíseos de Bilbao de Bilbao, vanguardista y tecnificada intervención sobre un viejo teatro modernista a la italiana de 1902. Asimismo ha realizado la reestructuración-rehabilitación de la Sala Berlanga, antiguo Cine California de Madrid, convertido en una sala de la más alta calidad tecnológica.
Ha concluido asimismo un edificio de oficinas en Buenos Aires, situado en la avenida 9 de julio, frente al gran Teatro Colón. Es autor del proyecto para la restauración y ampliación del Palacio del Infante Don Luis, en Boadilla del Monte (Madrid), obra del arquitecto Ventura Rodríguez. Asimismo en marzo de 2018 ha quedado abierto el público su Auditorio Cartuja Center (CITE) en la Isla de La Cartuja - Sevilla.

## Obra
- Palacio Longoria, Madrid
- Teatro Campos Elíseos, Bilbao
- Auditorio Cartuja Center (CITE), Sevilla
- Viviendas c/ Serrano 62, Madrid
- Sede City Bank, Madrid
- Viviendas c/ Zurbano 59, Madrid
- Viviendas c/ Marqués de Urquijo 13, Madrid
- Sala Berlanga, Madrid
- Oficinas y cine, Buenos Aires

## Proyectos
- Teatro Fleta, Zaragoza
- Auditorio en Zaragoza
- Auditorio en Pozuelo de Alarcón, Madrid
- Centro Cultural en Río de Janeiro, Brasil
- Teatro Princesa, Valencia

## Premios y reconocimientos
Su obra de restauración y rehabilitación del modernista Palacio de Longoria fue galardonada con Mención de Honor en los Premios de Arquitectura y Urbanismo del Ayuntamientos de Madrid, en el año 1994.
Santiago Fajardo fue elegido como miembro del jurado para el Premio Reina Sofía en el año 2004.

## Publicaciones
- Trabajo publicado en Architectural Digest (agosto-septiembre 93)
- MOPT (junio 93)
- BIA (marzo-abril 93)